# Louis C. Oberlander
Louis C. Oberlander, manchmal auch Louis Oberländer (* 29. Mai 1966 in Sofia, Bulgarien) ist ein bulgarischer Komponist, Musiker, Fotograf und Schauspieler. 

## Leben
Seine musikalische Früherziehung begann im Alter von fünf Jahren, nachdem seine Mutter mit ihm nach Hamburg emigriert war. Sein erstes Instrument war das Klavier, welches er jedoch nach nur drei Jahren zugunsten des Fußballspielens wieder aufgab. Im Alter von zehn Jahren erlernte er die Gitarre, um im darauffolgenden Jahr seine erste Band „The Producers“ zu gründen.  Im Laufe der nächsten Jahre erlernte er weitere Instrumente, darunter Schlagzeug, Bass und Saxophon. 
Seine ersten Erfahrungen mit der computergestützten Produktion machte er im Alter von 18 Jahren mit dem Commodore C 64 und dem „Supertrack“-Sequencer-Programm der Firma C-Lab. Es folgten „Creator“/„Notator“ am Atari ST und schließlich zu den bis heute aktuellen Programmen Logic Pro, Cubase/Nuendo, Pro Tools, Reason und Ableton Live auf Apple Computern.
Während seines Abiturs lernte er über einen Musikverlag den jungen Dirk Darmstaedter und Christoph Kaiser kennen. Aus diesem Verbund entwickelten sich 1985 die „Real McCoys“, eine Rockband, die sich nach zwei Jahren dann in erweiterter Besetzung in The Jeremy Days umbenannte. Gleich mit ihrem ersten, gleichnamigen Album hatten sie kommerziellen Erfolg.  Nach acht Jahren, fünf Studioalben und 13 Videos begab man sich in eine kreative Pause, die bis auf einen einmaligen Reunion-Auftritt noch heute andauert. 
Louis C. Oberlander war danach als  Songautor (Musik zu „Zweimal 2. Wahl“, Bernd Begemann) und Produzent aktiv. Er produzierte Remixe (Salt'n Pepa „Push It“) und Musik für  Werbefilme (BMW, Daimler-Chrysler, Deutsche Telekom, Deutsche Bank), das Album Endlich von Bernd Begemann und sein eigenes Projekt Palomino (Electric Silvergrass). Alle Produktionen wurden in seinen „Poolside Studios“ kreiert.
Im Jahr 2005 wanderte Oberlander nach Los Angeles aus. Er spielte seitdem in zahlreichen Kurzfilmen, in Spielfilmen und in Fernsehserien mit.